# The Sims 2 University Life Collection
et spil udgivet af EA.indeholder The Sims 2: University, The Sims 2: Teen Style Stuff og The Sims 2: IKEA Home Stuff.udgivet i nordamerika den 24 august 2008.